# Marion Zimmer Bradley
Marion Eleanor Zimmer Bradley (3. červen 1930, Albany, New York – 25. září 1999, Berkeley, Kalifornie) byla americká spisovatelka fantasy. Je známá především díky feministickému zaměření svých děl, k nejvýznamnějším dílům patří série Darkover nebo Mlhy Avalonu, převyprávění artušovských příběhů. Používala též pseudonymy Morgan Ives, Miriam Gardner, John Dexter a Lee Chapman. Po obvinění ze sexuálního zneužívání, se kterým po smrti autorky přišla její dcera, vztah části čtenářů k Marion Zimmer Bradley ochladl. 

## Životopis
Narodila se na farmě v Albany během velké hospodářské krize. V roce 1949 začala psát své první práce a 26. října téhož roku se vdala za Roberta Aldena Bradleyho. Během padesátých let byla uvedená do lesbické skupiny Daughters of Bilitis. 3. května 1964 se rozvedla s Robertem Bradleym a 3. června téhož roku si brala numismatika Waltera Breena. S tím od roku 1979 žila odděleně a 9. května 1990 se rozvedli. V roce 1965 získala titul bakaláře umění na univerzitě Hardin-Simmons v texaském Abilene. Následující dva roky pokračovala ve studiu na Univerzity of California v Berkeley. Patřila mezi zakládající členy Společnosti pro kreativní anachronismus, její první dítě David Bradley a její bratr Paul Edwin Zimmer publikovali práce z žánru science fiction a fantasy, její dcera Moira Stern je profesionální harfistka a zpěvačka.
Po mnoha letech boje s horšícím se zdravím zemřela 25. září 1999 v Alta Bates Medical Center v Berkeley čtyři dny po vysilujícím infarktu. Její popel byl rozprášen o dva měsíce později v anglickém Glastonbury Tor.

### Obvinění ze sexuálního zneužívání
V roce 2014 obvinila autorčina dcera, Moira Greylandová, své rodiče z týraní a sexuálního zneužívání v době, kdy jí bylo mezi třemi a dvanácti lety. Walter Breen, spisovatelčin manžel, byl za zneužití dítěte odsouzen již v roce 1990 a o tři roky později zemřel ve vězení; podle výpovědi Greylandové však měl desítky obětí, chlapců i dívek, a Marion Zimmer Bradley se podle dceřina svědectví dopouštěla ještě horších činů. Se svými zkušenostmi nevystoupila Greylandová už dříve, protože se obávala reakce fanoušků své matky, významné ikony feminismu, která svými díly změnila životy mnoha čtenářů k lepšímu, a dlouho se snažila tento dobrý vliv uchovat. Greylandovou podpořili spisovatelé z okruhu Marion Zimmer Bradley a její někdejší přátelé jako Jim C. Hines nebo Deborah J. Rossová.
Odhalení vedlo část dosavadních čtenářů a vydavatelů k odmítnutí či přehodnocení spisovatelčina díla, a to i vzhledem k sexuální explicitnosti mnoha pasáží. Alyssa Rosenbergová upozornila v článku na výpovědi Marion Zimmer-Bradley v procesu s jejím manželem, kdy prosazovala myšlenku, že děti se mohou svobodně rozhodnout pro sexuální styk s dospělými, a divila se otázce, zda oběť před manželem chránila. Rosenbergová upozornila také na pasáž rituálního znásilnění dívky v Mlhách Avalonu, kterou je, podobně jako další podobné scény, po svědectví Greylandové obtížné číst jako fikci.

## Dráha spisovatelky
Začala psát roku 1949 a svojí první práci Vortex prodala roku 1952. První publikovanou prací v rozsahu románu byla kniha Falcons of Narabedla uvedená v květnu 1957 v časopisu Other Worlds. Její tvorba byla ovlivněná jejími oblíbenými autory dobrodružné fantasy z dětství jako byl Henry Kuttner, Edmond Hamilton a Leigh Brackettová
Pod svými pseudonymy vydala především romány s gay a lesbickou tematikou, jako třeba I am a lesbian z roku 1966. Tyto práce byly původně považovány téměř za pornografické a jejich autorka je dlouho odmítala zveřejnit.
Nejznámějším dílem jsou asi Mlhy Avalonu jež líčí artušovskou romanci z pohledu Morgaine (Morgana Le Fay) a Gwenhwyfar (Guinevere). V tomto příběhu dále pokračují knihy Lesy Albionu, Paní z Avalonu a Kněžka z Avalonu.
Vytvořila známou science fantasy sérii Darkover o planetě kde ztroskotají pozemští kolonisté a vytvoří feudální společnost. Z tohoto prostředí vydalo své práce i mnoho jiných autorů. Vydávala antologii Sword and Sorceress (10 dílů) a časopis Marion Zimmer Bradley's Fantasy Magazine.
V roce 2000 jí byla udělena cena World Fantasy Award za celoživotní dílo.

## Výčet napsaných románů
- Seznam děl v Souborném katalogu ČR, jejichž autorem nebo tématem je Marion Zimmer Bradley

Cyklus Darkover
- Přistání, 1996 (Darkover Landfall, 1972)
- Vládkyně jestřábů, 1997 (Hawkmistress!, 1982)
- Královna bouře, 1997 (Stormqueen!, 1978)
- Dvojníci, 1997 (Two To Conquer, 1980)
- Dědici Hammerfellu, 1998 (Heirs of Hammerfell, 1989)
- Přetržený řetěz, 1998 (Shattered Chain, 1976)
- Dům Thendara, 1998 (Thendara House, 1983)
- Město kouzel, 1998 (City of Sorcery, 1984)

Cyklus Avalon
- Mlhy Avalonu, 2001 (Mists of Avalon,1979)
- Lesy Albionu, 1998 (Forest House, 1993, spoluautorka Diana L. Paxson)
- Paní z Avalonu, 2002 (Lady of Avalon, 1997, spoluautorka Diana L. Paxson)
- Kněžka z Avalonu, 2002 (Priestess of Avalon, 2000, spoluautorka Diana L. Paxson)